# Fränkisches Gehöft (Wössingen)

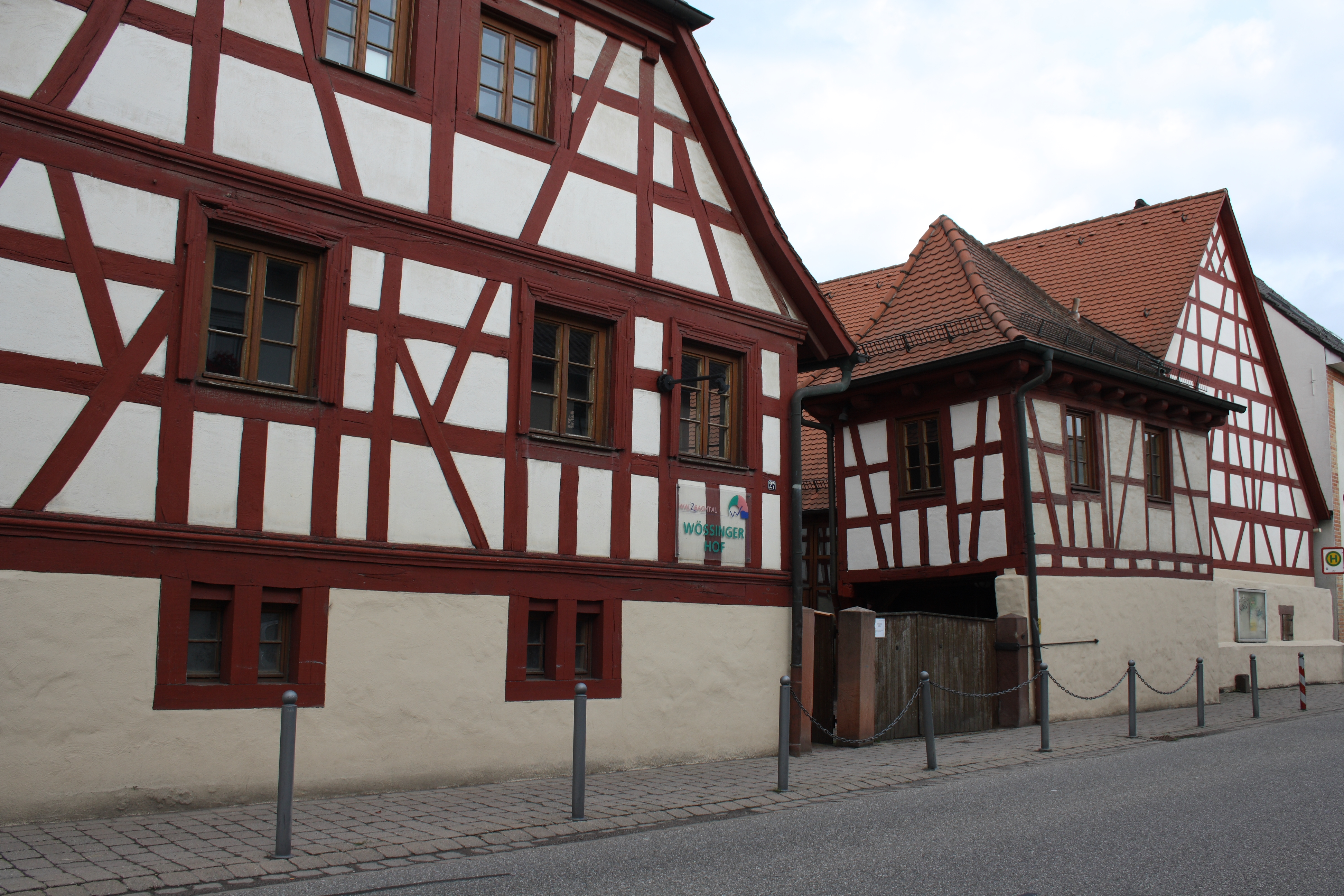
Gehöft in Wössingen

Das Fränkische Gehöft in Wössingen, einem Gemeindeteil von Walzbachtal im Landkreis Karlsruhe in Baden-Württemberg, ist ein im 18. Jahrhundert errichtetes Fachwerkhaus.  Das Gehöft steht an der Wössinger Straße 27.

## Beschreibung
Die Hofanlage besitzt einen Innenhof, um den sich mehrere Fachwerkgebäude gruppieren. Es handelt sich dabei ursprünglich um das Wohnhaus an der Straße, Stallungen, Speicher und Scheune. Heute wird die Anlage als Kindergarten und Jugendzentrum genutzt.
Das Fachwerk der Gebäude verzichtet auf jegliche Zierformen, lediglich notwendige Hölzer für das Fachwerkgefüge sind vorhanden: K-Streben, wandhohe Ständer und Brust- und Sturzriegel.